# Draguni
Draguni ili dragoni su bili vojnici koji su koristili konje primarno kao transportno sredstvo a ne i za borbu kao što je to činila konjica. Ova vrsta vojnika bila je tipična za europske vojske u razdoblju između kraja 17. i početkom 18. stoljeća.
Sam naziv dolazi od francuske riječi dragon = zmaj, koje je bilo svojedobno naziv za kratku pušku, koja je bila osnovno oružje vojnika onog vremena.